# Cavanillesia umbellata
Cavanillesia umbellata là một loài thực vật có hoa trong họ Cẩm quỳ. Loài này được Ruiz & Pav. mô tả khoa học đầu tiên năm 1798.